# Thynnascaris melanogrammi
Thynnascaris melanogrammi är en rundmaskart. Thynnascaris melanogrammi ingår i släktet Thynnascaris och familjen Anisakidae. Inga underarter finns listade i Catalogue of Life.